# Simulium kawamurae
Simulium kawamurae es una especie de insecto del género Simulium, familia Simuliidae, orden Diptera.
Fue descrita científicamente por Matsummura, 1931.